# Rafik Zekhnini
Rafik Zekhnini (Skien, 1998. január 12. –) norvég korosztályos válogatott labdarúgó, a Sarpsborg 08 csatárja.

## Pályafutása

### Klubcsapatokban
Zekhnini a norvégiai Skien városában született. Az ifjúsági pályafutását a helyi Odd akadémiájánál kezdte.
2015-ben mutatkozott be az Odd első osztályban szereplő felnőtt keretében. 2017-ben az olasz első osztályban érdekelt Fiorentina szerződtette. 2018 és 2021 között a norvég Rosenborg, a holland Twente és a svájci Lausanne-Sport csapatát erősítette kölcsönben. 2021. augusztus 16-án a norvég Moldéhez igazolt. Először a 2021. szeptember 19-ei, Vålerenga ellen 1–1-es döntetlennel zárult mérkőzés 90+3. percében, Eirik Ulland Andersen cseréjeként lépett pályára. Első gólját 2022. május 16-án, az Aalesund ellen idegenben 2–0-ra megnyert találkozón szerezte meg. 2023. augusztus 1-jén szerződést kötött a Sarpsborg 08 együttesével.

### A válogatottban
Zekhnini az U16-ostól az U21-esig szinte minden korosztályos válogatottban képviselte Norvégiát.

## Statisztikák
2023. június 28. szerint
| Klub                        | Szezon   | Osztály            | Bajnokság | Bajnokság | Kupa  | Kupa | Nemzetközi | Nemzetközi | Összesen | Összesen |
| Klub                        | Szezon   | Osztály            | Meccs     | Gól       | Meccs | Gól  | Meccs      | Gól        | Meccs    | Gól      |
| --------------------------- | -------- | ------------------ | --------- | --------- | ----- | ---- | ---------- | ---------- | -------- | -------- |
| Odd                         | 2015     | Tippeligaen        | 11        | 2         | 2     | 1    | 4          | 0          | 17       | 3        |
| Odd                         | 2016     | Tippeligaen        | 22        | 5         | 1     | 1    | 3          | 0          | 26       | 6        |
| Odd                         | 2017     | Eliteserien        | 13        | 1         | 0     | 0    | 2          | 0          | 15       | 1        |
| Odd                         | Összesen | Összesen           | 46        | 8         | 3     | 2    | 9          | 0          | 58       | 10       |
| Fiorentina                  | 2017–18  | Serie A            | 1         | 0         | 0     | 0    | —          | —          | 1        | 0        |
| Rosenborg (kölcsönben)      | 2018     | Eliteserien        | 6         | 0         | 4     | 1    | —          | —          | 10       | 1        |
| Twente (kölcsönben)         | 2018–19  | Eerste Divisie     | 27        | 5         | 2     | 1    | —          | —          | 29       | 6        |
| Twente (kölcsönben)         | 2019–20  | Eredivisie         | 21        | 1         | 1     | 0    | —          | —          | 22       | 1        |
| Twente (kölcsönben)         | Összesen | Összesen           | 48        | 6         | 3     | 1    | 0          | 0          | 51       | 7        |
| Lausanne-Sport (kölcsönben) | 2020–21  | Swiss Super League | 15        | 2         | 0     | 0    | —          | —          | 15       | 2        |
| Molde                       | 2021     | Eliteserien        | 12        | 0         | 3     | 0    | 0          | 0          | 15       | 0        |
| Molde                       | 2022     | Eliteserien        | 15        | 2         | 1     | 1    | 5          | 0          | 21       | 3        |
| Molde                       | 2023     | Eliteserien        | 1         | 0         | 1     | 0    | —          | —          | 2        | 0        |
| Molde                       | Összesen | Összesen           | 28        | 2         | 5     | 1    | 5          | 0          | 38       | 3        |
| Összesen                    | Összesen | Összesen           | 144       | 18        | 15    | 5    | 14         | 0          | 173      | 23       |

## Sikerei, díjai
Rosenborg
- Norvég Szuperkupa
  - Győztes (1): 2018

Twente
- Eerste Divisie
  - Feljutó (1): 2018–19

Molde
- Eliteserien
  - Bajnok (1): 2022
  - Ezüstérmes (1): 2021

- Norvég Kupa
  - Győztes (1): 2021–22